# Henri Lefebvre

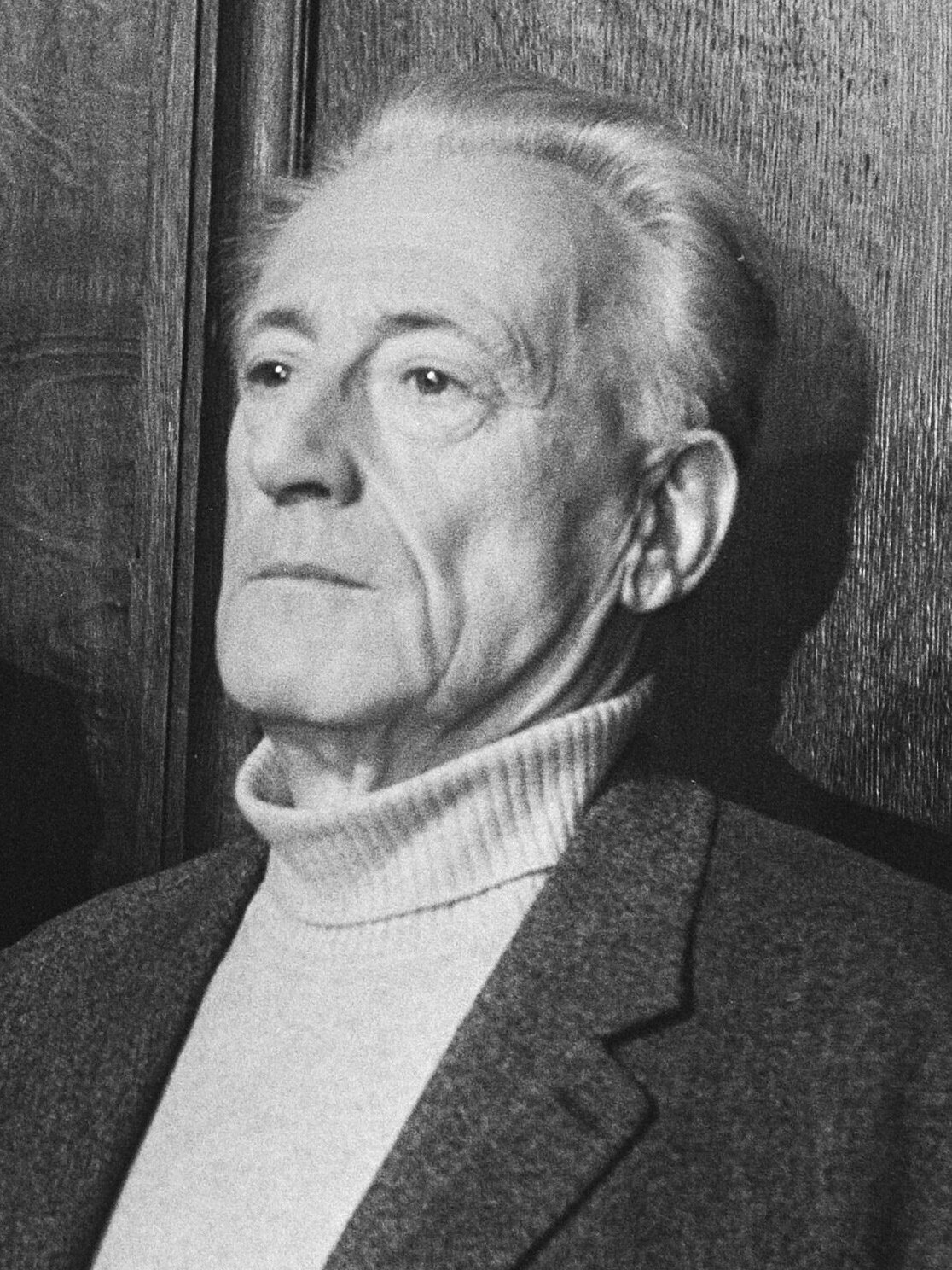
Henri Lefebvre, 1971

Henri Lefebvre (* 16. Juni 1901 in Hagetmau, Département Landes; † 29. Juni 1991 in Navarrenx, Département Pyrénées-Atlantiques) war ein französischer marxistischer Soziologe, Intellektueller und Philosoph. Er galt als einer der „Väter“ der Pariser Studentenunruhen im Mai 1968.

## Leben
Lefebvre besuchte das renommierte Lycée Louis-le-Grand in Paris. Er wollte ursprünglich Mathematiker werden, studierte dann aber nach einem abgebrochenen Jurastudium Philosophie an der Universität in Aix-en-Provence bei dem katholischen Philosophen Maurice Blondel und an der Sorbonne in Paris bei Léon Brunschvicg und schloss 1920 sein Studium mit der Promotion ab.
Er erwarb das Diplom für den höheren Schuldienst und war von 1929 bis 1940 Philosophielehrer. 1928 schloss er sich der Kommunistischen Partei Frankreichs (KPF) an. Er gehörte damals der Gruppe „Philosophes“ (Paul Nizan u. a.) an, die in ihrer Zeitschrift Revue marxiste Ansätze zu einer philosophischen Kritik der bürgerlichen Ideologie entwickelten. 1930 erhielt er eine Professur, wurde aber 1940 wegen seiner Parteizugehörigkeit wieder entlassen.
1940 wurde Frankreich vom Deutschen Reich besiegt und besetzt; noch im selben Jahr schloss sich Lefebvre der Résistance an. Nach der Befreiung Frankreichs 1944 wurde er rehabilitiert, fand eine Anstellung als künstlerischer Leiter der Radiodiffusion Française, einer staatlichen Rundfunkanstalt in Toulouse, und machte sich bald einen Namen als marxistischer Publizist. Erhebliches Aufsehen erregte sein Werk Critique de la vie quotidienne (1946), eine Kritik der bürgerlichen Gesellschaft, die Lefebvre in späteren Werken fortsetzte. 1949 bis 1961 war er Maitre de Recherches am Centre national de la recherche scientifique (CNRS).
1958 schloss ihn die KPF aufgrund seiner kritischen Äußerungen über Nikita Chruschtschow und den Aufstand in Ungarn in seinem Buch Probleme des Marxismus heute aus der Partei aus. Trotz des Ausschlusses blieb Lefebvre zeitlebens dem Marxismus verbunden.
1961 bis 1965 war Lefebvre Professor für Soziologie an der Faculté des Lettres der Universität Straßburg, danach an der Universität Paris-Nanterre. Ab 1967 leitete er den Fachbereich Soziologie in Nanterre. Seine letzte Stelle war am Institut d’Urbanisme in Paris.
Lefebvre starb 1991. Er hat ein außerordentlich umfangreiches Werk hinterlassen.
In ihrem Nachruf schrieb die englische Zeitschrift Radical Philosophy: „der produktivste französische marxistische Intellektuelle starb in der Nacht vom 28. zum 29. Juni 1991, weniger als zwei Wochen nach seinem 90. Geburtstag. Während seiner langen Karriere kam sein Werk mehrmals in Mode und wieder außer Mode. Es hat die Entwicklung nicht nur der Philosophie, sondern auch der Soziologie, Geographie, Politikwissenschaft und Literaturwissenschaft beeinflusst.“
In Deutschland wurde seine Kritik des Alltagslebens am bekanntesten.
Lefebvre wurde als Kritiker moderner Städte bekannt. Aus seiner Sicht waren Städte technokratische Gebilde, die das gesellschaftliche Leben fragmentieren und lähmen, was ursächlich in der funktionalistischen städtischen Ausrichtung auf kapitalistische Produktionsverhältnisse begründet sei. Dies habe zu einem Bruch im „organischen Wachstum“ von Städten geführt. Anders als in der Vormoderne seien sie weniger durch eine über längere Zeit verlaufende Ko-Entwicklung von Gesellschaft und Raum entstanden, sondern durch radikalere Eingriffe in größerem Maßstab und kurzen Zeitfenstern, die laut Lefebvre von wirtschaftlichen, politischen und technischen Entwicklungen und Motiven angestoßen werden. Die Funktionalisierung und Partikularisierung von Räumen führe auch zur Fragmentierung der Gesellschaft, was beispielhaft im anonymisierten Zusammenleben und der individualisierten Arbeit von Menschen in modernen Städten zu bemerken sei.

## Werke (Auswahl)

### Autor
Aufsätze
- Positions d'attaque et de défense du nouveau mysticisme. In: Philosophies. 1925, Heft 5–6 (März), S. 471–506.
- Le projet rythmanalytique. In: Communications. Band 41 (1985), S. 191–199 (zusammen mit Catherine Regulier-Lefebvre).
- Die Produktion des städtischen Raums (übersetzt von Franz Hiss und Hans-Ulrich Wegener). In: ARCH+. Band 9 (1977), Heft 34, S. 52–57, ISSN 0587-3452,[4] gekürzt republiziert in AnArchitektur, Band 1 (2002), Heft 1 ISSN 1610-2789[5]

Monographien
- Contribution à l'esthétique.2. Aufl. Anthropos, Paris 2001, ISBN 2-7178-4344-2 (Nachdr. d. EA Paris 1953).
  - Beiträge zur Ästhetik. Ministerium für Kultur, Berlin (DDR) 1956 (als Ms. gedruckt, übersetzt von Karl Adolf).
- La conscience mystifiée. Syllepse, Paris 1999, ISBN 2-907993-29-1 (Nachdr. d. EA Paris 1936, zusammen mit Norbert Guterman).
- Le nationalisme contre les nations (Collection „Analyse institutionnelle“). Méridiens-Klincksieck, Paris 1988, ISBN 2-86563-213-X (Nachdr. d. Ausg. Paris 1937, Vorwort von Paul Nizan).
- Hitler au pouvoir. Bilan de cinq années de fascisme en Allemagne. Bureau d'Editions Paris 1938.
- Le matérialisme dialectique (Quadrige; Band 122). PUF, Paris 1990, ISBN 2-13-043427-4 (Nachdr. d. Ausg. Paris 1939).
  - Der dialektische Materialismus. 5. Auflage. Suhrkamp, Frankfurt am Main 1971 (EA Frankfurt am Main 1966, übersetzt von Alfred Schmidt).
- Nietzsche. Éditions Syllepse, Paris 2003, ISBN 2-84797-032-0 (Nachdr. d. Ausg. Paris 1939).
- L'existentialisme. Anthropos, Paris 2001, ISBN 2-7178-4223-3 (Nachdr. d. Ausga. Paris 1946).
- Critique de la vie quotidienne. Erweiterte Ausg. L'Arche, Paris 1977 (Nachdr. d. Ausg. Paris 1946).

1. Introduction. 1977.
2. Fondements d'une sociologie de la quotidienneté. 1980.
3. De la modernité au modernisme. 1981.

- Kritik des Alltagslebens. Grundrisse einer Soziologie der Alltäglichkeit. Neuausg. Fischer-Taschenbuch-Verlag, Frankfurt am Main 1987, ISBN 3-596-26635-1 (hrsg. von Dieter Prokop, übersetzt von Karl Held (Band 1) und von Burkhart Kroeber (Band 2–3); Nachdr. d. Ausg. München 1974/75).
- A la lumière du matérialisme dialectique. Erweiterte Ausg. Éditions sociales, Paris 1969.

1. Logique formelle, logique dialectique (geschrieben 1940/41).
2. Mehr nicht erschienen

- Descartes. Éditions Hier et Aujourd'hui, Paris 1947.
- La pensée de Karl Marx (Collection „Pour connaitre“). Bordas, Paris 1985, ISBN 2-04-016170-8 (Nachdr. d. Ausg. Paris 1948).
- Le marxisme. 23. Auflage. PUF, Paris 2006, ISBN 2-13-053845-2 (Nachdr. d. Ausg. Paris 1948).
  - Der Marxismus (Beck'sche schwarze Reihe; Band 127). Beck, München 1975, ISBN 3-406-04927-3 (übersetzt von Beate Rehschuh).
- Pascal. Éditions Nagel, Paris 1949/54 (2 Bände).
- Diderot Éditions Hier & Aujourd'hui, Paris 1949.
- Musset. Essai. 2. Auflage. L'Arche, Paris 1970 (EA Paris 1955).
- Rabelais. 2. Auflage. Anthropos, Paris 2001, ISBN 2-7178-4323-X (Nachdr. d. Ausg. Paris 1955).
- Pignon. 12 hors-textes. Édition Fall, Paris 1970 (EA Paris 1956).
- La pensée de Lénine (Collection „Pour connaitre“). Bordas, Paris 1999, ISBN 2-04-007627-1 (Nachdr. d. Ausg. Paris 1957).
- Le romantisme révolutionnaire. La Nef, Paris 1958 (zusammen mit Lucien Goldmann, Claude Roy und Tristan Tzara).
- La somme et le reste. Méridiènnes Klincksieck, Paris 1989, ISBN 2-86563-247-4 (2 Bände, Nachdr. d. Ausg. Paris 1959).
- Introduction à la Modernité. Édition de Minuit, Paris 1962.
  - Einführung in die Modernität. 12 Präludien. Suhrkamp, Frankfurt am Main 1978, ISBN 3-518-10831-X (übersetzt von Bernd Schwibs).
- La vallée de Campan. Étude de sociologie rurale. 2. Auflage. PUF, Paris 1990, ISBN 2-13-043428-2 (Nachdr. d. EA Paris 1963).
- Marx. Sa vie, son œuvre. Avec un expose de sa philosophie. PUF, Paris 1964.
- Métaphilosophie. Prolégomènes. Éditions Syllepse, Paris 2000, ISBN 2-913165-19-2 (Nachdr. d. Ausg. Minuit, Paris 1965).
  - Metaphilosophie. Prolegomena. Suhrkamp, Frankfurt am Main 1975, ISBN 3-518-00734-3 (übersetzt von Burkhart Kroeber).
- La Proclamation de la Commune (Collection „Trente Journées qui ont fait la France“; Band 26). Gallimard, Paris 1976 (Nachdr. d. Ausg. Paris 1965).
  - Deutschsprachige Ausgabe in Auszügen: Laura Strack et al. (Hrsg.): Baustelle Commune. Henri Lefebvre und die urbane Revolution von 1871. adocs, Hamburg 2023, ISBN 978-3-943253-61-0.
- Les Pyrénées (Atlas des Voyages; Band 46). Édition du CAIRN, Pau 2000, ISBN 2-912233-21-6 (Nachdr. d. Ausg. Lausanne 1965).
- Sociologie de Marx. PUF, Paris 1974 (Nachdr. d. EA Paris 1966).
  - Soziologie nach Marx. Suhrkamp, Frankfurt am Main 1972 (übersetzt von Beate Rehschuh und Peter Anton von Arnim).
- Le langage et la société (Collection „Idées“). Gallimard, Paris 1966.
  - Sprache und Gesellschaft. Pädagogischer Verlag Schwann, Düsseldorf 1973, ISBN 3-7895-0223-5 (übersetzt von Erwin Stegentritt).
- Position. Contre les technocrates. Gonthier, Paris 1967.
- Le droit à la ville (Collection „Points“). Anthropos, Paris 1968ff.
  - Hauptband. 2. Auflage. 1968.
  - Espace et politique. 2000, ISBN 2-7178-4141-5 (Nachdr. d. EA Paris 1968).
  - Das Recht auf Stadt, Hamburg: Edition Nautilus 2016, ISBN 978-3-96054-006-9 (übersetzt von Birgit Althaler).
- La vie quotidienne dans le monde moderne (Collection „Idées“). Gallimard, Paris 1972 (Nachdr. d. EA Paris 1968).
  - Das Alltagsleben in der modernen Welt. Suhrkamp, Frankfurt am Main 1972, ISBN 3-518-06367-7 (übersetzt von Annegret Dumasy).
- L'irruption de Nanterre au sommet. Anthropos, Paris 1968.
  - Aufstand in Frankreich. Zur Theorie der Revolution in den hochindustrialisierten Ländern. Edition Voltaire, Frankfurt am Main 1969 (übersetzt von Samuel H. Schirmbeck).
- Du rural à l'urbaine. 3. Auflage. Anthropos, Paris 2001, ISBN 2-7178-4207-1 (Nachdr. d. EA Paris 1970).
- La révolution urbaine (Collection „Idées“). Gallimard, Paris 1970.
  - Die Revolution der Städte. Neuausg. Geene, Stephan, Berlin 2003, ISBN 3-933557-59-3. (Nachdr. d. Ausg. München 1972; übersetzt von Ulrike Roeckl)
- La fin de l'histoire. Anthropos, Paris 2001, ISBN 2-7178-4324-8. (Nachdr. d. EA Paris 1970)
- Le manifeste différentialiste (Collection „Idées“). Gallimard, Paris 1971, ISBN 2-07-035217-X.
- Au-delà du structuralisme. Anthropos, Paris 1971.
- La pensée marxiste et la ville. 3. Auflage. Casterman, Paris 1978. (EA Paris 1972)
  - Die Stadt im marxistischen Denken. Maier, Ravensburg 1975, ISBN 3-473-61409-2 (übersetzt von Christel Leclère).
- La survie du capitalisme. Éditions Anthropos, Paris 2002, ISBN 2-7178-4445-7. (Nachdr. d. EA Paris 1973; Vorwort von Jacques Guigou und Nachwort von Rémi Hess)
  - Die Zukunft des Kapitalismus. Die Reproduktion der Produktionsverhältnisse. übersetzt von Bernd Lächler. List, München 1974, ISBN 3-471-61616-0.
- La production de l'espace. 4. Auflage. (Collection „Idées“). Anthropos, Paris 2001, ISBN 2-7178-3954-2 (Nachdr. d. EA Paris 1974).
- Hegel, Marx, Nietzsche, ou le royaume des ombres. 2. Auflage. (Collection „Synthèses contemporaines“). Casterman, Paris 1975.
- Le temps des méprises. Éntretiens avec Claude Glayman. Stock, Paris 1975, ISBN 2-234-00174-9.
- La révolution n'est plus ce qu'elle était. Éditions Libres-Hallier, Paris 1978 (zusammen mit Catherine Regulier).
  - Die Revolution ist auch nicht mehr, was sie mal war. Hanser, München 1979, ISBN 3-446-12693-7 (übersetzt von Burkhart Kroeber).
- De l'Etat, Band 4: Les contradictions de l'Etat moderne. La dialectique de l'Etat (Collection „10/18“). UGE, Paris 1978, ISBN 2-264-00849-0 (insgesamt 4 Bände).
- Eléments de rythmanalyse. Introduction à la connaissance des rythmes (Collection „Explorations et découvertes“). Édition Syllepse, Paris 1992, ISBN 2-907993-11-9 (zusammen mit Catherine Regulier-Lefebvre; Vorwort von René Lorau).
- La présence et l'absence. Contribution à la théorie de représentations. Casterman, Paris 1980, ISBN 2-203-23172-6.
- Toward an Architecture of Enjoyment, L. Stanek ed., R. Bononno trans. (Minneapolis: University of Minnesota Press, 2014).

### Herausgeber
- Karl Marx: Morceaux choisis. Gallimard, Paris 1956 (Nachdr. d. Ausg. Paris 1934, zusammen mit Norbert Guterman).
- Georg Wilhelm Friedrich Hegel: Morceaux choisis (Collection „Folio“). Gallimard Paris 1995, ISBN 2-07-032875-9 (Nachdr. d. Ausg. Paris 1969, zusammen mit Norbert Guterman).
- Probleme des Marxismus heute, übers. der franz. Ausg. v. 1958 v. Alfred Schmidt, Suhrkamp, Frankfurt am Main 1965
- Lenin: Cahiers sur la dialectique de Hegel. Neuaufl. Gallimard, Paris 1967 (Nachdr. d. Ausg. Paris 1938 (zusammen mit Norbert Guterman)).
- Karl Marx: Marx et la liberté (Les classiques de la liberté; Band 4). Éditions Trois Collines, Genf 1947.
- Les problèmes actuels du marxism. 4. Auflage. (Collection „Initiation philosophique“). PUF, Paris 1970 (Nachdr. d Ausg. Paris 1970).
  - Probleme des Marxismus heute. 6. Auflage. Suhrkamp, Frankfurt am Main 1971 (übersetzt von Alfred Schmidt).